# 박명림
박명림(朴明林, 1963년 7월 29일 ~ )은 대한민국의 정치학자이다.

## 생애
1963년 경기도 안성에서 태어나, 고려대학교 정치외교학과와 동 대학원 석사, 박사를 졸업하였다. 1994년 최장집 교수의 지도로 "한국 전쟁의 발발과 기원"을 주제로 정치학 박사 학위를 취득하였다. 전공 분야는 한국 정치와 동아시아 국제 관계이며, 고려대학교 아세아 문제 연구소 연구 교수, 하버드-옌칭 연구소 연구원, 연세대학교 국제학 대학원 교수를 거쳐, 현재 연세대학교 대학원 지역학 협동 과정 교수로 재직 중이다.

## 저서
저서로는 박사학위 논문을 수정, 증보하여 출간한 <한국 전쟁의 발발과 기원 1,2>(1996, 나남) , <한국 1950: 전쟁과 평화>(2002,나남) 등이 있다. <한국 전쟁의 발발과 기원>은 1997년 월봉 저작상을 수상하였다. 또한 <한국 1950: 전쟁과 평화>로 2003년 한국정치학회 학술상을 받기도 했다. 이외에도, <해방 전후사의 인식 6>공저(2003,한길사), <역사 용어 바로 쓰기>공저(역사비평사,2006), <새로운 헌법 필요한가>공저(2008,대화문화아카데미) 등이 있다. 

### 한국 전쟁 연구
기존의 브루스 커밍스를 중심으로 한 수정주의적 시각을 바로잡았다는 평가를 받는다. 커밍스가 <<한국 전쟁의 기원>>에서 남침유도설 쪽으로 경도된 내전설을 주장하였으나, 박명림은 구 소련 붕괴 이후 해제된 비밀 자료, 미국 측 비밀 문서, 남-북한 비밀 문서, 중국, 일본 등의 해제된 비밀 문서를 토대로 커밍스의 주장을 반박하였다. 특히 1945년 8월 20일날 테렌티 스티코프 중장에게 보낸 "38선 이북에 프롤레타리아트 정부를 세워라"라는 내용을 담은 서한은 38선 이북 조선 잠식야욕과 6.25까지의 일련의 행동의 시발점을 알려주는 중요한 자료로서, 박명림 교수가 발굴한 대표적 자료 중 하나다.

### 인터뷰
‘현장 지식인’ 박명림이 말하는 광화문 혁명, 세월호, 그리고 희망 (복음과상황 2017년 1월호)